# Вест-Ковіна (Каліфорнія)
Вест-Ковіна (англ. West Covina) — місто (англ. city) в США, в окрузі Лос-Анджелес штату Каліфорнія. Населення — 109 501 особа (2020).

## Географія
Вест-Ковіна розташований за координатами 34°3′21″ пн. ш. 117°54′36″ зх. д. / 34.05583° пн. ш. 117.91000° зх. д. (34.055941, -117.909937).  За даними Бюро перепису населення США в 2010 році місто мало площу 41,67 км², з яких 41,55 км² — суходіл та 0,13 км² — водойми.

## Демографія
Згідно з переписом 2010 року, у місті мешкало 106 098 осіб у 31 596 домогосподарствах у складі 25 360 родин. Густота населення становила 2546 осіб/км².  Було 32705 помешкань (785/км²).
Расовий склад населення:
| - 42,8 % — білих - 25,8 % — азіатів - 4,5 % — чорних або афроамериканців - 1,0 % — корінних американців - 0,2 % — вихідців з тихоокеанських островів - 21,3 % — осіб інших рас |

До двох чи більше рас належало 4,4 %. Частка іспаномовних становила 53,2 % від усіх жителів.
За віковим діапазоном населення розподілялося таким чином: 24,6 % — особи молодші 18 років, 63,3 % — особи у віці 18—64 років, 12,1 % — особи у віці 65 років та старші. Медіана віку мешканця становила 36,0 року. На 100 осіб жіночої статі у місті припадало 93,1 чоловіків;  на 100 жінок у віці від 18 років та старших — 89,7 чоловіків також старших 18 років.
Середній дохід на одне домашнє господарство  становив 82 596 доларів США (медіана — 69 189), а середній дохід на одну сім'ю — 88 301 долар (медіана — 74 666). Медіана доходів становила 50 408 доларів для чоловіків та 41 278 доларів для жінок. За межею бідності перебувало 10,3 % осіб, у тому числі 14,7 % дітей у віці до 18 років та 7,7 % осіб у віці 65 років та старших.
Цивільне працевлаштоване населення становило 49 318 осіб. Основні галузі зайнятості: освіта, охорона здоров'я та соціальна допомога — 22,9 %, роздрібна торгівля — 11,6 %, виробництво — 10,8 %.